# 飯塚伊賀七
飯塚 伊賀七（いいづか いがしち、宝暦12年3月29日〔グレゴリオ暦 1762年4月23日〕 - 天保7年11月17日〔グレゴリオ暦 1836年12月24日〕）は、江戸時代後期の発明家。谷田部藩領の常陸国筑波郡新町村（現:茨城県つくば市谷田部）に生まれ、生涯を谷田部で過ごした。「谷田部にすぎたるもの3つあり、不動並木に広瀬周度、飯塚伊賀七」と呼ばれ、谷田部の象徴的な存在だった。
名主（庄屋）を務めるかたわら、建築・和算・蘭学などを学び、からくりや和時計を数多く製作したほか、飛行実験、地図製作、多宝塔や五角堂の設計など多方面で活躍し、村人を驚かせた。そのため、からくり伊賀またはからくり伊賀七の異名を持つ。平成時代には「つくばのダ・ヴィンチ」という呼び名も登場している。

## 経歴
宝暦12年3月29日（グレゴリオ暦：1762年4月23日）に常陸国筑波郡新町村にて、飯塚家16代目として出生する。飯塚家は広い山林や田畑を有し、使用人もいたと考えられ、毎年小作米が蔵に収まりきらないほど納入されたというほどの裕福な家庭であった。幼少より工夫や発明に興味を示し、数理に明るかった。以上のように家産にゆとりがあり、科学への関心が高かったことが、後にたくさんの発明を生んだ。なお、伊賀七がどのように学問を身に付けたかについては現代に伝わっていないが、関流の数学者が江戸から出張講義に訪れていたことや、谷田部藩医で蘭学を谷田部に導入した広瀬周伯・周度父子と親交があったことが、数学や蘭学の素養を得るきっかけとなったと推測される。伊賀七自身、和算研究を行っている。
きょうだいには姉のヲキワと妹のヲトノがいたが、2人とも短命で、伊賀七が幼いうちに亡くなっている。安永元年（1772年）、伊賀七10歳の時に干ばつ、翌安永2年（1773年）に飢饉、更に天明4年（1784年）・同7年（1787年）にも飢饉、同6年（1786年）には7月に洪水が発生し、社会が不安定な時代に青年期を過ごした。これらの災害は伊賀七自身が記録していたものであり、その後の記録もほとんどが災害に関するものであることから、名主として深刻に考えていたと思われる。
正確な年代は不明であるが、家督を相続した頃に3歳年下のヲリセと結婚し、寛政年間（1789年 - 1800年）には娘のヲキヨ、ヲサノ、息子の仁治郎を授かるが、3人とも早世してしまう。寛政元年4月（グレゴリオ暦：1789年4月 - 5月）には谷田部で熱病が流行し、27歳の伊賀七と名主3名は八坂神社（牛頭天王宮）に7日7晩こもり、悪疫退散を祈願したところ、病は平癒していった。なお、若い頃の名主としての活動はこれが唯一残っている記録である。
発明家としての才能は、40歳代後半以降に開花した。この頃には名主の地位を降りていたという説がある一方、71歳になる天保4年（1833年）には他の名主とともに農民の釈放を藩に願い出るなど、名主として活動は続けていたようである。文化6年（1809年）、47歳の時に娘のユキが生まれた。
文政9年（1826年）、妻のヲリセが亡くなり、天保5年（1834年）、孫の昌輔が生まれた。
晩年は天保期にあって谷田部藩の財政は厳しいものであった。天保4年（1833年）は冷夏であり、8月1日（グレゴリオ暦：1833年9月14日）には強烈な暴風雨が関東地方を襲い、農作物は全滅し、家屋の多くが全半壊の被害を受けた。凶作を見越した伊賀七は打穀機を作り、五角堂内に設置した。そして同年12月（グレゴリオ暦：1834年1月）、現在のつくば市茎崎地域にあたる3村の百姓が年貢の引き下げを要求し逮捕されると、農民と藩の仲立ちを行なった。具体的には農民に対して強訴を思いとどまるように説得し、藩に対しては逮捕した農民の釈放を周辺村の代表として藩庁へ申し出た。ただし、71歳の伊賀七が藩庁に赴いたのではなく、飯塚家17代の丁卯司が伊賀七を襲名したと考えることもできる。

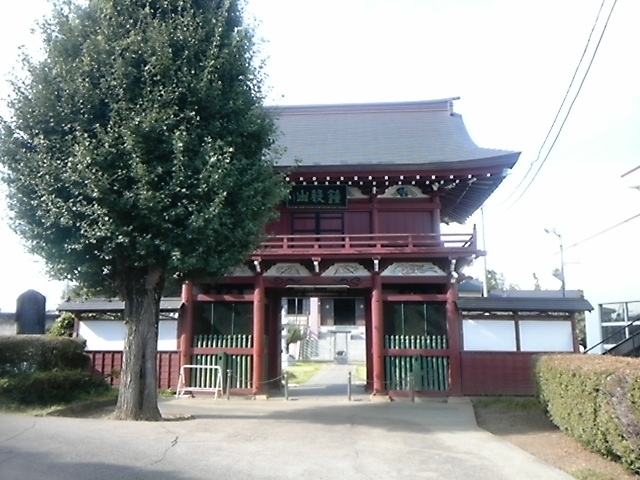
道林寺

この頃、谷田部藩領では凶作続きで逃亡する農民が続出した。そこで藩政改革のために二宮尊徳が招かれ、天保6年（1835年）に伊賀七宅に宿泊したという話が伝わっている。その翌年の天保7年（1836年）も天保の大飢饉は続き、同年11月17日（1836年12月24日）、満74歳で伊賀七は生涯を終えた。戒名は「壬午院規矩誉丙申器表居士」で、谷田部西町の道林寺にある飯塚家墓地に入る。

## 人物
- 科学者であると同時に、信心深い一面もあった[27]。特に妻に先立たれてからは信仰心を強め、筑波山神社への灯籠（とうろう）の寄進、自宅近くの諏訪神社への手洗石の寄進を行っている[28]。また和時計の一部には、お経や神への祈願文がびっしりと書かれた部分がある[29]。
- 機械・建築・和算・地理学・暦学を修得し、奇抜な発明で人々を驚かせた[10]。
- 几帳面な人であったようで、伊賀七の発明品には製造年月日が明記されていた[19]。更に取り扱い上の注意点まで添えられているものもあった[19]。
- からくりになると夜でも突然起き上がって開発を始めたという[19]。

## 発明品
以下に挙げるもののほか、エレキテルを作ったという言い伝えもある。伊賀七と親交のあった広瀬周伯・周度の執筆した『三才窺管』（さんさいきかん）にエレキテルの説明があることがその傍証となっている。

### 大型のそろばん
縦34cm×横37cm、寛永通宝を珠にしたそろばん。1列に6個（上段1個、下段5個）珠があり、12列並んだものが9組でそろばん1面を成すので、寛永通宝の珠は合計648個ある。珠に寛永通宝を使用したのは、面積をとらないようにするためである。
伊賀七は発明や設計に必要な計算をこのそろばんを使って行なったと考えられる。ある日、川に打ち込まれた杭（くい）が抜けなくて人々が困っていると伊賀七が通りかかり、そろばんを取り出して計算を始め、抜き方を指示したところ、たちまち杭が抜けた、という話もある。

### 酒買い人形
伊賀七宅の斜め向かいにある酒屋へ酒を買いに行くからくりを伊賀七は発明したと言われ、現在でも谷田部の人に語り継がれている。この人形は伊賀七宅を出発するとガッタンガッタンと音を立てながら街道を渡り、酒屋前で停止、酒屋の主人が人形の持つ酒瓶に酒を入れ人形の向きを変え、酒瓶を持たせると、再び人形はガッタンガッタンと音を立てて帰って行ったという。酒瓶に酒を一定量以上入れないと動き出さないような仕掛けもあったとされ、酒屋は量をごまかすことはできなかった。なお、伊賀七宅から酒屋までの距離はおよそ2.8mである。
人形本体は残っていないが、酒買いに使われたとされる備前焼の酒瓶が残っている。酒瓶は人形本体にはめ込んで使用した。ほかにも「トウフ買い人形」もあり、右折を含む豆腐屋までの約100mの距離を豆腐を買いに行ったと言われている。こちらは途中で止まってしまったという話が残っている。伊賀七宅を訪問したら、からくり人形が出迎えたという逸話もある。

### 茶くみ女
茶くみ女（茶くみ人形）は、上述の酒買い人形やトウフ買い人形と同じ原理のからくり人形である。明治時代の郷土史の記述によれば、あらかじめ距離を計算して右左折も自在で、茶碗を乗せると自動で進み、茶碗をとると自動で止まるようになっていたようである。茶くみ女は客人に茶を出すのに使われたと思われる。
酒買い人形同様現物は残っていないが、伊賀七が34歳の頃である寛政8年（1796年）に土佐国の細川頼直が『機訓蒙図彙』（からくりきんもうずい）という書物を著してそこで「茶運人形」というほぼ同じようなからくり人形を紹介していることや、日立風流物などからくり人形の登場する祭りが盛んになった時代であったことから、実在したものと思われる。また、谷田部藩主の細川興徳に茶くみ女を献上したという話も伝わっている。

### 人力飛行機
伊賀七は人力で動く飛行機をも開発したと伝えられる。伝説によると、伊賀七は大きな鳥のような翼を作り、それを身に付けて屋根から飛び降りて試行錯誤を重ね、更には筑波山から谷田部までの約20kmを飛ぼうとして「飛行願」なるものを藩主に提出したという。しかし「人心を惑わす」、「殿様の頭上を飛ぶなどもってのほか」という理由で許可は下りず、実現することはなかった。それどころか、伊賀七は藩に捕らえられ、献上したからくり人形も破壊されてしまった、という話まで存在している。
天明5年（1785年）に備前国岡山では浮田幸吉が飛行実験を行ない、オランダ経由でヨーロッパの熱気球による飛行の成功のニュースが日本にも伝わっていたことから、それらに刺激されて伊賀七が飛行実験を行なったものと考えられる。飛行計画はたとえ上記のような理由がなくとも、筑波山が江戸の鬼門鎮護の地として神聖視されていたことや、筑波山から谷田部までの間には天領や旗本領、大名領が複雑に入り組んでおり、外様大名の谷田部藩主が許可を出すことは実質不可能だった。
伊賀七の飛行機は羽を数枚重ねたもので、ペダルを足で踏むと羽ばたいて飛ぶことができたようである。この構造を活かして木製の自転車を作り、乗り回したという。五角堂内で羽を見たという証言もあったが、現存していない。

### 農業機械
伊賀七は多数の農業機械を製作している。五角堂内には、天保4年（1833年）作の打穀機が設置され、同時期の作と考えられる自動製粉・精米機の模型がある。自動製粉・精米機は、綱に吊るした重錘（じゅうすい）を歯車に巻き付け、その落下する力を歯車の回転に利用し、同時に製粉と精米を行なった。回転速度を規制する機構は時計と同じである。これにより、風車や水車の動力がなくても製粉・精米ができるようになったのである。自動製粉・精米機上部には「下野□村 右近将監様下 □□□細工」の字があり、下野国の領主への献上品として作っていたのではないかと推測される。また縄をよる機械や糸繰り機も作ったという。

### 和時計
朝夕に太鼓や鐘を自動で打って町の人に時を知らせ、飯塚家の門扉を自動で開閉させたと言われる大型の和時計。現在は谷田部郷土資料館と水戸市にある茨城県立歴史館に復元模型が展示されている。

## 伊賀七の建築物
伊賀七の業績を見ると、優れた建築が多く木製の発明品が多数あることから、若い頃に宮大工などから本格的な建築を学んだのではないかと考えられている。

### 五角堂
伊賀七生家跡にある五角形の建築物。伊賀七の建築の代表作の1つであり、伊賀七の子孫の飯塚家に残る唯一の有形物である。

### 布施弁財天鐘楼堂

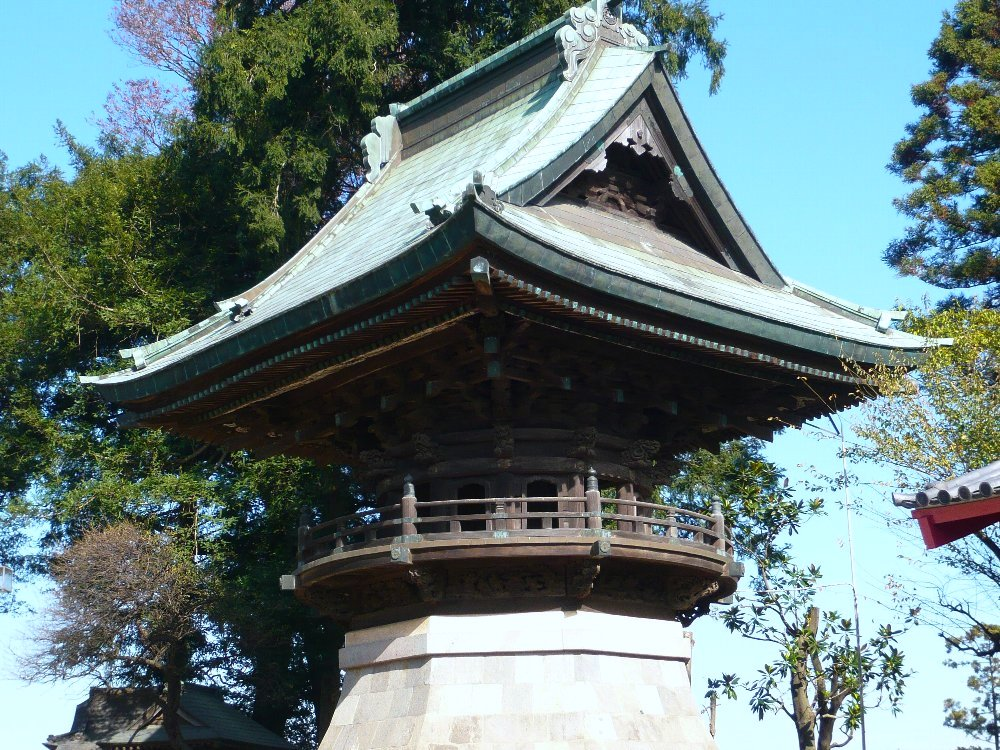
布施弁財天多宝造鐘楼堂

千葉県柏市にある布施弁財天の多宝造鐘楼堂は伊賀七の設計である。土台は八角形、塔身は円筒、屋根は四角形という珍しい構造をしている。土台の八角形は1辺約2.7m、その上に十二支の彫刻を入れた12本の柱を立てている。複雑な建築であったため工事は難航し、完成したのは着工から2年たった文化15年（1818年）、伊賀七56歳の時であった。
口伝によると、伊賀七の設計図に従って大工が鐘楼堂の組み立て作業を行っていると、どうしてもうまく行かない部分があり、急いで谷田部に使者を遣わし、伊賀七を呼びに行った。すると伊賀七は、「鐘を先に吊り下げればよいのだ、わざわざ行くには及ばない」と答え、その通りにするとうまくいったという逸話がある。この鐘は太平洋戦争中に金属類回収令によって供出され、現在は復元物が堂内に納められている。

### さしこ造の母屋
伊賀七宅は、ある日火事で焼けてしまい、伊賀七は自ら応急処置として母屋を建て直した。応急処置だったはずの建物はそのまま子孫代々使われ、1950年（昭和25年）に伊賀七を慕う人物によって買い取られるまで存在した。
伊賀七の母屋の建築法は地元で「さしこ造」（挿籠造）と呼ばれている。さしことは茨城弁で「鳥かご」・「中籠」の意味で、さしこ造は下から上へ向かうほど細くなる柱と柱の間に、板を1枚1枚上から組み込んでいく構造である。このため解体作業時に板を1枚1枚下から上へ持ち上げねばならず、大変苦労したという。
この母屋は建坪75坪（約248m2）、木造（杉材）平屋建ての茅葺（かやぶき）だったが、解体中に外部からは窺い知ることのできない巧妙な造りの上り口を持つ中2階が発見された。住んでいた伊賀七の子孫は全く気付かなかったという。この「隠し部屋」の目的は分からないが、藩主から飛行実験の不許可や酒買い人形の禁止を言い渡されたことで、誰にも知られずに研究できる部屋が必要だったのではないか、という仮説がある。

## 伊賀七と地図
伊賀七は地理学にも通じ、「分間谷田部絵図」を残している。この絵図は伊賀七の遺品の中で最古の品であり、畳2畳分の大きさがあり、現代の地図にも劣らないほどの高精度を持っている。縮尺は1:6000。図中には、谷田部陣屋口南方右側に鉄砲場が描かれ、谷田部城下には内町、新町、ふどう町（不動町）、西町などの地名が記されている。作図は天明8年正月（グレゴリオ暦：1788年2月）で、天明の大飢饉後に谷田部藩からの依頼によって作図したものと思われる。損傷が激しかったが、1970年代に谷田部町教育委員会が修復作業を行なった。
「分間谷田部絵図」以外にも同絵図をもとに、大縮尺の図とした「谷田部付近地図」、飯塚家の所有地を描いたと思われる文化3年（1806年）作の「分間中野畠絵図」・「分間山絵図」、既存の絵図を拡大したと考えられる「分間下総絵図」の合計5枚の絵図が伝わっている。
絵図の作成には自作の測量器具を用いた。その測量器具は「十間鑰」（十間輪）と呼ばれ、全長176cmの大小の車輪が付いた車になっており、車を転がして距離を測定した。大きい車輪は3尺（約90.9cm）で1回転し、10間（約18.2m、20回転）ごとに鐘が鳴る仕組みであった。十間鑰を使えば、歩く速さで簡単に距離を測れたため、島名村（現在のつくば市島名）から谷田部陣屋までどれほどの距離があるか思案していた人々の前で、伊賀七は速やかに計測して驚かせたという。十間鑰は五角堂内に眠っており、小さい方の車輪には使用法が書かれていた。

## 親族
飯塚家の初代は山田衡算という人物で、京都の儒学者であった。2代と3代は本郷姓を名乗り、4代から飯塚姓となった。伊賀七の子孫は明治初期まで寺子屋を開いて地元の子供らにそろばんを教授するなど、先祖代々学問に通じた家系であった。飯塚家は谷田部陣屋の大手門付近にあった。
伊賀七の娘婿・丁卯司が第17代を継ぎ、広瀬周度に依頼して伊賀七の肖像画を描いてもらっている。飯塚家では伊賀七亡き後数代に渡り、「伊賀七」の名を襲名し、今なお当主は地元の人から「伊賀七さん」と呼ばれている。

## 現代に生きる伊賀七
伊賀七の生きた時代から数世紀が過ぎた頃、つくばの地に筑波研究学園都市が建設され、2009年（平成21年）には「ロボットの街つくば」が提唱された。「ロボットの街つくば」の提言の中で伊賀七は、からくり＝ロボットの開発者として、「ロボットの街つくば」の原点として紹介された。そして2012年（平成24年）には生誕250周年を迎え、つくばサイエンス・インフォメーションセンターにて「飯塚伊賀七生誕250周年記念展」が開催された。また同年につくば市役所にて「からくり伊賀 つくばが生んだ奇才のエンジニア」と題して約50点の展示が行われ、和時計の実演と解説が行われた。

### 伊賀七の登場する作品
『朔風の鐘』三一書房
一色次郎による1970年（昭和45年）の小説。伊賀七の娘が語るという体裁を採っており、事実上伊賀七が主人公となっている。ほかに、伊能忠敬と間宮林蔵が登場する。
『Rise of the Ronin』
ソニー・インタラクティブ・エンタテインメントによる2024年（令和6年）のPlayStation 5用ゲームソフト。本作の伊賀七は正確には実在した伊賀七の孫弟子という設定であり、主人公に「阿鼻機流（アビキル）」や写真機などの発明品を提供する。

### 伊賀七と谷田部の街づくり
2019年（令和元年）につくば市役所主催で行われたつくばR8地域活性化プランコンペティション2019において、わわわやたべや町民会議が提案した「わわわやたべや-からくり伊賀七と進める市街地活性化運動-」が４つの採択プランのひとつに選定され、伊賀七をテーマとした演劇による谷田部の街づくりが実施された。実施されたのは、朗読劇「にんげん伊賀七」(2019年9月15日)、伊賀七にんげんまつり(2019年11月3日)、クリスマス伊賀七(2019年12月15日)、伊賀七BRAND DAY(2020年2月16日)。